# Paddy and the Rats
Paddy and the Rats è un gruppo musicale celtic punk originario di Miskolc, in Ungheria, fondato nel 2008 da Paddy O'Reilly, Vince Murphy e Joey MacOnkay, ai quali tempo dopo si sono uniti Seamus Conelly, Sonny Sullivan e Sam McKenzie.

## Membri
- Paddy O'Relly - Voce, chitarra acustica;
- Sam McKenzie - Cornamusa, tin whistle, banjo, mandolino, violino, coro;
- Joey MacOnkay - Chitarra elettrica, coro;
- Bernie Bellamy - Fisarmonica, concertina, coro;
- Vince Murphy - Basso elettrico, coro;
- Seamus Conelly - Batteria, coro;

## Album
- 2010: Rats on Board (CD, Nordic Records)
- 2011: Hymns for Bastards (CD, Nordic Records)
- 2012: Tales from the Docks (CD, Nordic Records)
- 2015: Lonely Hearts' Boulevard (CD, Nordic Records)
- 2017: Riot City Outlaws (CD, Nordic Records)
- 2022: From Wasteland To Wonderland (CD, Napalm Records)